# فاطمة الربيعي
فاطمة الربيعي (27 فبراير 1950 - )، ممثلة عراقية لُقّبت بـ«عاشقة بغداد» و«نخلة العراق الشامخ».

## حياتها
ولدت في مدينة الكوت مركز محافظة واسط لأب متزوج من ثلاثة زوجات ولديه اربع بنات وإحدى عشر ولد، ومن اشقائها الفنانة زهرة الربيعي والنائب محمد الربيعي، ثم انتقلت عائلتها إلى بغداد عام 1956 وكان عمرها ستة سنوات، حيث سكنوا في منطقة أبو سيفين في الصدرية ثم انتقلو إلى باب الشيخ، اكملت الدراسة الابتدائية في مدرسة عبد الكريم قاسم، وكانت معروفة بمشاركاتها بالفعاليات المدرسية التي تقام في رفعة العلم يوم الخميس حيث كانت تمثل دور البنت والولد وتعمل المكياج والملابس. ثم انتفلت عائلتها إلى منطقة الصالحية وهنالك درست في ثانوية الثقافة قرب مبنى الإذاعة والتلفزيون.

## مشوارها المهني
تخرجت من معهد الفنون الجميلة في بغداد، عملت في بداية حياتها في شركة باتا وانتمت إلى المسرح العمالي وعند مشاركتها في أول عمل فني الذي كان الفنان بدري حسون فريد من أحد المدعوين، فأعجب بأدائها ودعاها للانتماء إلى فرقة شباب الطليعة أسند أليها أول دور بطولة عمل كان بعنوان «أشجار الطاعون» من إخراج جعفر السعدي وتأليف نور الدين فارس عام 1967. ثم انتمت إلى الفرقة القومية للتمثيل منذ بداية تأسيسها، شاركت في العديد من الأعمال التلفزيونية والسينمائية والمسرحية المتميزة. أول ظهور لها على خشبة المسرح وأمام الجمهور وفي مسرحية (الطاعون)، أما في التلفزيون في مسلسل (الحب العذري) إخراج حيدر عمر، أصدرت كتابا تضمن مذكراتها بعنوان «مذكرات رائدة مسرح».

### حياتها الأسرية
تزوجت عام 1974 من المخرج العراقي محمد شكري جميل، وشاركت في معظم أعماله السينمائية، وأنجبت منه ثلاثة أبناء.

## حرمانها من الميراث
كشفت بأن أخوها النائب العراقي محمد الربيعي، قام بسرقة حقها وحق أختها زهرة الربيعي في الإرث، ولم يزورهما منذ زمن طويل. وقالت في مقابلة صحفية: "
.

## أعمالها

### في التلفزيون
| سنة الإنتاج | اسم المسلسل           | الشخصية         |
| ----------- | --------------------- | --------------- |
| (2025)      | دار المنسيين          |                 |
| 2022        | لما مات وطن           |                 |
| 2021        | المنطقة الحمراء       |                 |
| 2020        | غايب في بلاد العجايب  | (أم غايب)       |
| 2020        | يسكن قلبي             | (نجيبة)         |
| 2019        | أيّام الإجازة ج2       | (زوجت وديع)     |
| 2014        | النبي أيوب            |                 |
| 2013        | الطوفان ثانية         |                 |
| 2012        | طريق نعيمة            | (أم دحام)       |
| 2011        | غربة وطن              |                 |
| 2010        | النخلة والجيران       |                 |
| 2005        | بيت الطين             | (أم الشيخ عجاج) |
| 2002        | صمود الأبطال          |                 |
| 2001        | مناوي باشا ج1         |                 |
| 2000        | نساء في حكاية         |                 |
| 2000        | الوحاش                |                 |
| 2000        | صفقة ساخنة            |                 |
| 1999        | سور الضباب            | نفيسة           |
| 1998        | قضية الدكتور سين      |                 |
| 1997        | الحب يأتي من النافذة  | زوتو الشيخ جبل  |
| 1997        | حبايبنا               |                 |
| 1997        | حكايات المدن الثلاث   |                 |
| 1996        | الشمس في كفي          |                 |
| 1995        | إنفلونزا              |                 |
| 1995        | الحوت والجدار         | أم فؤاد         |
| 1995        | ربيع شاغر             | أم هند          |
| 1995        | الغريبة والهنوف       |                 |
| 1995        | صخر القلوب            | أم سهير         |
| 1992        | أعالي الفردوس         | (ضيفة شرف)      |
| 1990        | ذئاب الليل (ج1)       | ام منذر         |
| 1987        | بعيداً عنهم            |                 |
| 1987        | عنفوان الأشياء        |                 |
| 1986        | أحلى الكلام           |                 |
| 1986        | صانع السيوف - سباعية  |                 |
| 1986        | ناس من طرفنا          |                 |
| 1985        | أيام الإجازة          |                 |
| 1984        | الهاجس                |                 |
| 1984        | بيت الحبايب           |                 |
| 1983        | النسر وعيون المدينة   | (أم عطية)       |
| 1980        | الذئب وعيون المدينة   | (أم عطية)       |
| 1980        | خيط البريسم           |                 |
|             | أنفلونزا              |                 |
|             | السر الغامض           |                 |
|             | أمنيات النساء         |                 |
|             | شمس البوادي           |                 |
|             | عزيزة يمة             |                 |
|             | نسيبة بنت كعب تمثيلية |                 |
|             | هو والحقيبة           |                 |
|             | العرف والقانون        |                 |

### في السينما
| سنة الإنتاج | الفيلم         | الشخصية         |
| ----------- | -------------- | --------------- |
| 2020        | إلى بغداد      |                 |
| 2013        | الأمل والمسرات |                 |
| 1993        | الملك غازي     | (الأميرة نفيسة) |
| 1989        | اللعبة         |                 |
| 1989        | سحابة صيف      |                 |
| 1988        | عرس عراقي      |                 |
| 1987        | الفارس والجبل  |                 |
| 1987        | حب في بغداد    |                 |
| 1982        | المسألة الكبرى | (زوجة ضاري)     |
| 1978        | الأسوار        |                 |
| 1978        | تحت سماء واحدة |                 |
| 1970        | جسر الأحرار    |                 |
| 1969        | شايف خير       |                 |

### في المسرح
| سنة الإنتاج | المسرحية          | الشخصية    |
| ----------- | ----------------- | ---------- |
| 2011        | نعيم الحمائم      |            |
| 2008        | نساء لوركا        |            |
| 1980        | جزيرة أفروديت     | (لامبريني) |
| 1979        | خادم سيدين        |            |
| 1978        | جلجامش            |            |
| 1978        | حرم صاحب المعالي  |            |
| 1978        | كان يا ما كان     |            |
| 1977        | أبو الطيب المتنبي |            |

## الجوائز[5]
- تونس: حصلت عام 1983 على جائزة الأداء في تمثيلية «نسيبة بنت كعب» مهرجان التمثيليات التلفزيونية الأول في تونس
- المملكة المتحدة: فازت في العام 2011 بجائزة مهرجان لندن السينمائي كأفضل ممثلة
- تونس: جائزة مهرجان الإذاعات العربية عام 1981 وجائزة الدورة التاسعة لمهرجان قرطاج
- العراق: الفوز لثلاث سنوات متتالية 1997 و 1998 و 1999 في الشارقة لعملها التلفزيوني «جزيرة أنطونيا» وجائزة إبداع الدولة العراقية
- العراق: فضلاً عن مشاركاتها في العديد من المؤتمرات والمهرجانات العربية والعالمية وأول مؤسسة للمسرح القومي العربي ومؤسسة الإذاعة «صوت الجماهير»
- العراق: تكريم في مهرجان صدى المشاهير 2021[6]
- العراق: تكريم في حفل الهلال الذهبي دورة الفنانة فوزية الشندي وكان تكريم لي مسيرتها الفنية الطويلة